# Chinesische Wisteria
Die Chinesische Wisteria (Wisteria sinensis), auch Chinesischer Blauregen genannt, ist eine Pflanzenart der Gattung Blauregen (Wisteria) in der Unterfamilie der Schmetterlingsblütler (Faboideae).

## Beschreibung
Die Chinesische Wisteria ist eine sommergrüne, stattliche, linkswindende, verholzende Kletterpflanze mit armdicken Stämmen, die auch bis zu 25 Zentimeter dick werden können und dünnen Ästen. Sie kann 20 bis 30 Meter lang an anderen Bäumen empporklettern oder selbsttragend eine Höhe von über 10 Metern erreichen.
Die lang gestielten Blätter sind wechselständig, bis 30 Zentimeter lang und 7- bis 13-zählig unpaarig gefiedert. Weiterhin hat die Pflanze kurzlebige Nebenblätter.
Die kurz gestielten Fiedern sind 5 bis 8 Zentimeter lang, ganzrandig und haben eine längliche, elliptische Form. An der Basis sind sie keilförmig, vorn schlank zugespitzt und mitunter leicht buchtig gewellt. Die Endfiedern sind ein wenig größer als die Seitenfiedern und anfangs anliegend behaart, später werden sie völlig kahl.

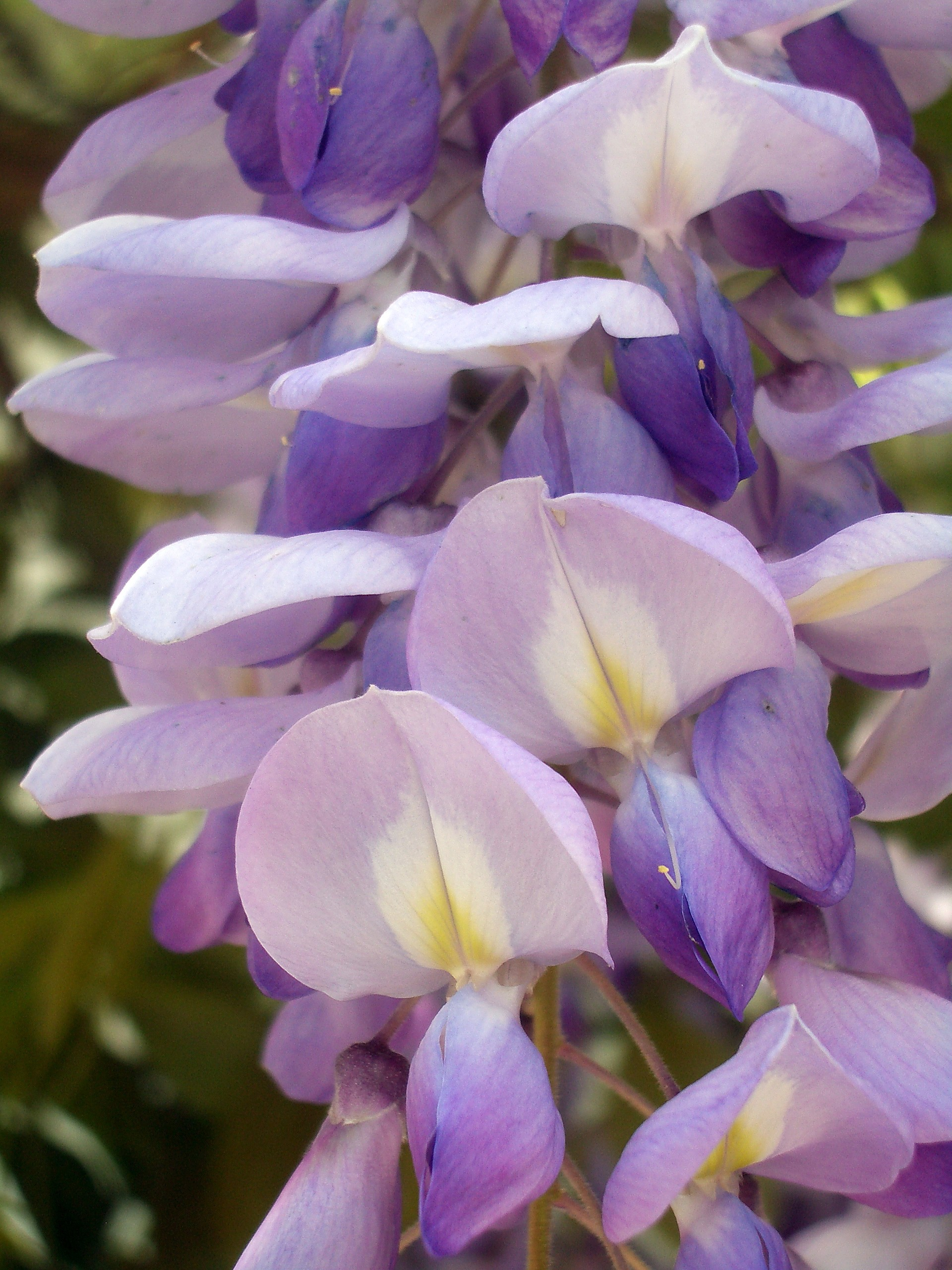
Detailaufnahme der Blüten

Die sehr angenehm duftenden Schmetterlingsblüten sind mit rund 2 cm größer als bei der japanischen Schwesterart. Sie stehen in sehr dichten, gut 20 cm lang hängenden Trauben an kurzen Trieben und erscheinen vor dem Laubaustrieb. Der Kelch ist glockig und hat fünf ungleich lange Zähne. Die Krone ist hellblau bis blauviolett, die Farbe weicht bei einigen Sorten aber ab. Die Flügel sind sichelförmig, das Schiffchen leicht aufgebogen. Die Pflanzen blühen ab Mitte April und zeitigen an gut besonntem Standort einen 2. Blütenschub in der zweiten Junihälfte, wobei alle Blüten eines Blütenstandes ungefähr gleichzeitig aufblühen.
Die samtig grau behaarten Früchte haben derbe Hülsen und sind zwischen den Samen etwas verengt. Sie sind im Juli bis August reif, schleudern ihre Samen aber meist erst im folgenden Frühjahr.
Die Chromosomenzahl beträgt 2n = 16.

## Ökologie
Die Chinesische Wisteria ist ein sommergrüner, linkswindender Kletterstrauch mit verholzender Hauptachse und kann auch als kleiner Baum gezogen werden. Blattbewegungen (mit nächtlicher "Schlafstellung") sind durch Gelenke an der Basis des Blattstiels und der Blättchen möglich. Wie bei Schmetterlingsblütlern üblich sind an den Wurzeln Knöllchen mit luftstickstoffbindenden Bakterien vorhanden.
Die Blüten stehen in ziemlich dichtblütigen, hängenden Trauben. Die Blüten sind duftende „Schmetterlingsblumen mit Bürsteneinrichtung“. Der Nektar wird reichlich am Grunde der oben offenen Staubblattröhre abgesondert. Einziger, aber regelmäßiger Bestäuber ist in Mitteleuropa die Große Holzbiene, Xylocopa violacea; andere besuchende Insekten wie Honigbienen und Erdhummeln können den Bürstenmechanismus nicht auslösen, gelangen aber dennoch durch „Blüteneinbruch“ an den etwas seitlich aufgebissenen Kelchen an den Nektar. Die Blühreife wird mit etwa 10 Jahren erreicht. Blütezeit ist bald nach Mitte April und oft schwächer noch einmal im Juni.
Die Hülsen enthalten je nur einen, vereinzelt bis zu drei Samen. Da in Deutschland die häufigsten Besucher der Blüten stets Blüteneinbruch betreiben, werden sehr viel seltener Früchte gebildet als bei der japanischen Schwesterart. Aber es kann angeblich eine steigende Tendenz zum Fruchtansatz festgestellt werden. Mit einer Streuweite von bis zu 10 m erreichen die Hülsen als Austrocknungsstreuer in Mitteleuropa einen Rekord. Die Fruchtreife wird von Juli bis August erreicht, aber als Wintersteher öffnen sich die Früchte erst im Frühjahr des nächsten Jahres; und zwar meist mit einem heftigen Knall.
Vegetative Vermehrung erfolgt durch oberirdische Ausläufer.

## Giftigkeit
Die Chinesische Wisteria ist giftig; giftige Pflanzenteile sind Wurzel, Zweige, Rinde, Früchte und besonders die Samen.
Hauptwirkstoffe: Wistarin (ungeklärte Struktur), das ähnlich, aber nicht so stark wie das Cytisin des Goldregens wirken soll. Ferner ein giftiges Harz und in den Blättern Allantoinsäure.
Möglicherweise schwankt der Gehalt an Inhaltsstoffen je nach Standort und Jahreszeit.
Vergiftungserscheinungen:
Magenbeschwerden, Erbrechen, Durchfall, weite Pupillen, manchmal Schlafsucht, Kreislaufstörungen, Kollaps. Schon 2 zerkaute Samen sollen bei Kindern zu Vergiftungserscheinungen führen.

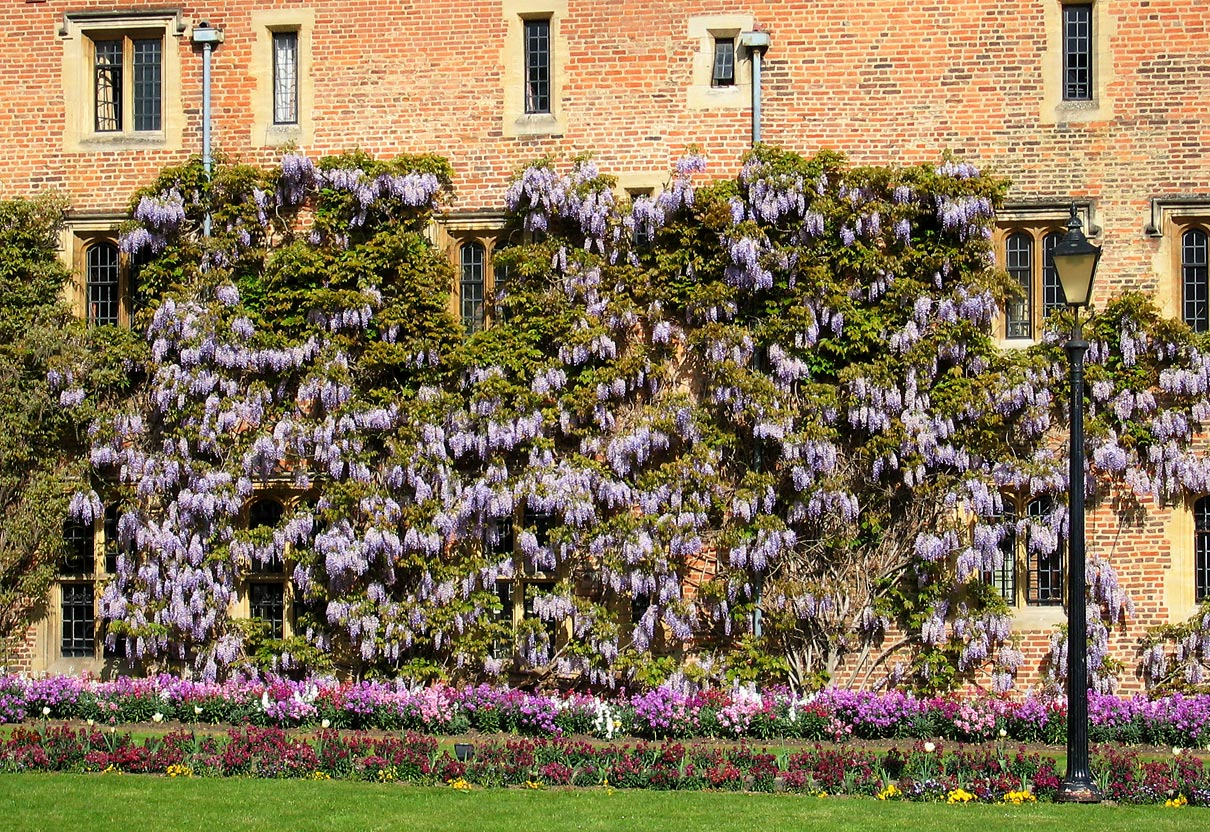
Chinesische Wisteria an einer Mauer in Cambridge (England)

## Verbreitung und Standort
Die Chinesische Wisteria stammt ursprünglich aus Ostasien, insbesondere aus der Volksrepublik China und dort insbesondere aus den Provinzen Guangxi, Guizhou, Hebei, Henan, Hubei, Shaanxi und Yunnan. Sie ist heute aber auch in Europa und Nordamerika weit verbreitet.
Die Pflanze bevorzugt feuchte Böden. Sie wächst auch im Schatten, blüht aber nur, wenn sie mindestens teilweise von der Sonne beschienen wird. Sie wird häufig in verschiedenen Sorten zur Bekleidung von Mauern, Fassaden oder Pergolen angepflanzt.

## Ökologie
Die Chinesische Wisteria kann mehr als 100 Jahre alt werden. Der Windungssinn der Pflanze ist genetisch festgelegt: Die wachsende Sprossachse führt in Wachstumsrichtung kreisende Bewegungen aus, immer – in Ansicht von unten – im Uhrzeigersinn.

## Taxonomie
Die Chinesische Wisteria wurde 1819 von John Sims in Botanical Magazine; or, Flower-Garden Displayed ... Band 46 Tafel 2083 als Glycine sinensis erstbeschrieben. Die Art wurde 1825 von Augustin Pyramus de Candolle in Prodromus Systematis Naturalis Regni Vegetabilis ... Band 2 Seite 390 als Wisteria sinensis (Sims) DC. in die Gattung Wisteria gestellt.

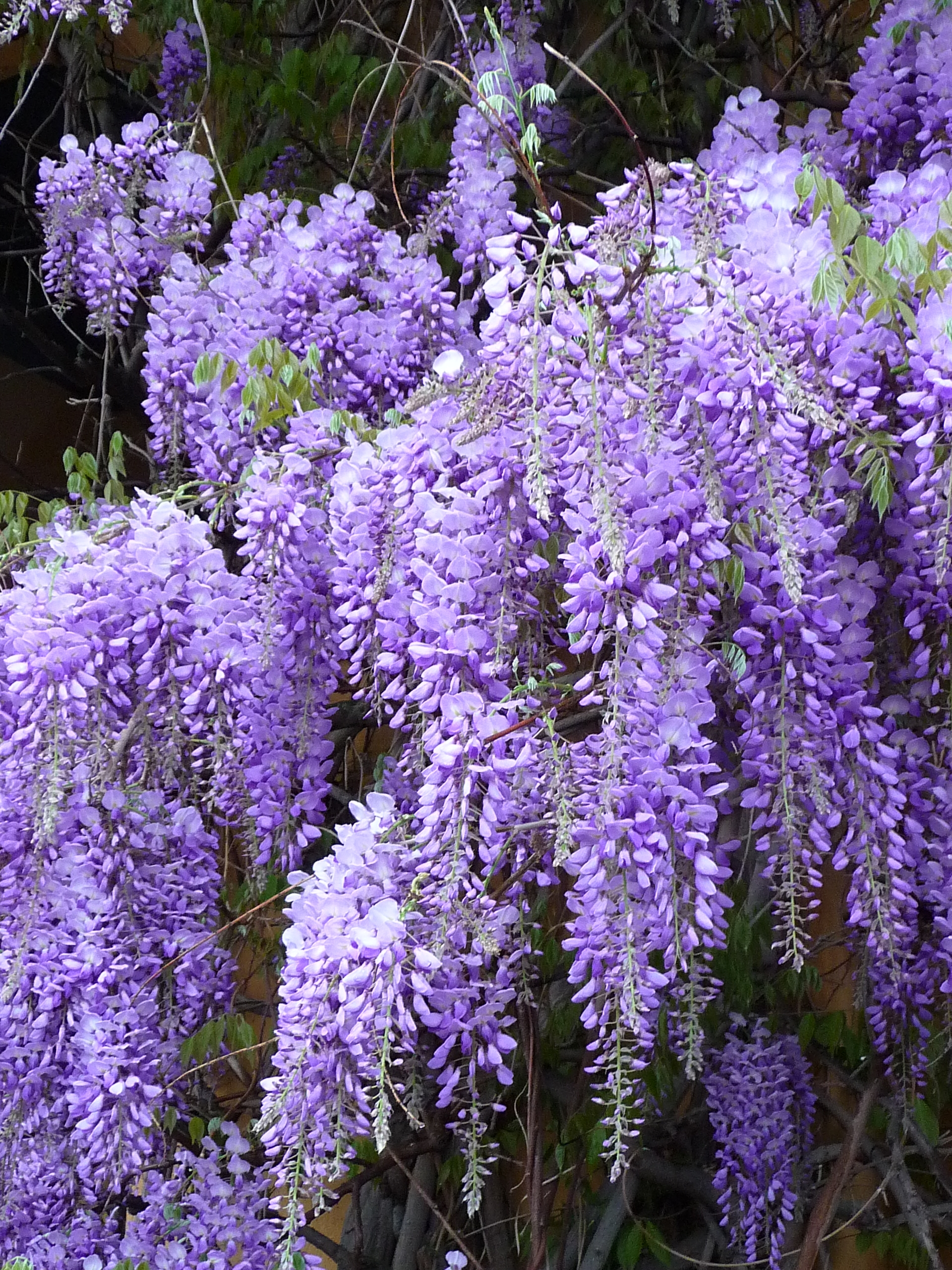
Blütentrauben
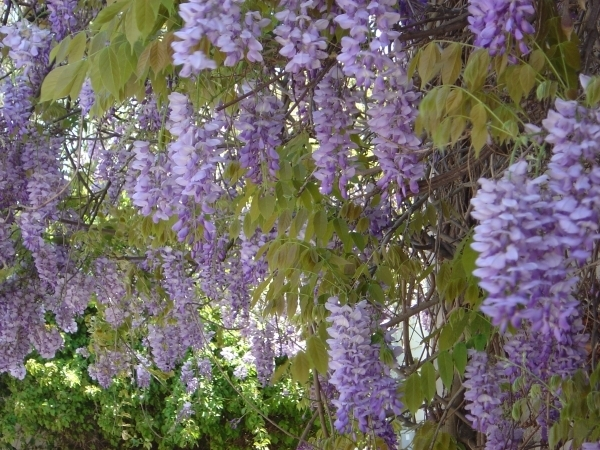
Blütentrauben
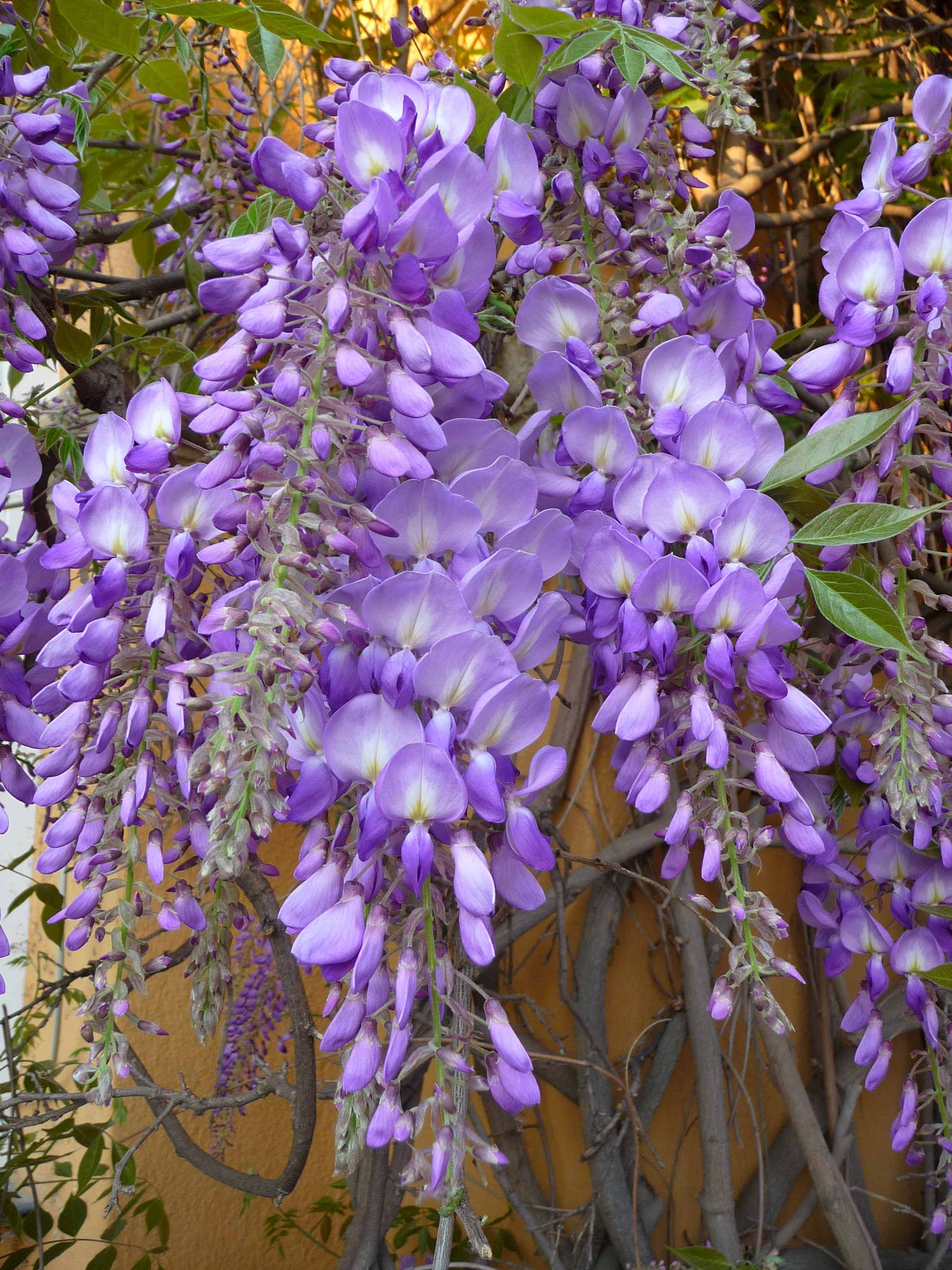
Detail der Blütentrauben
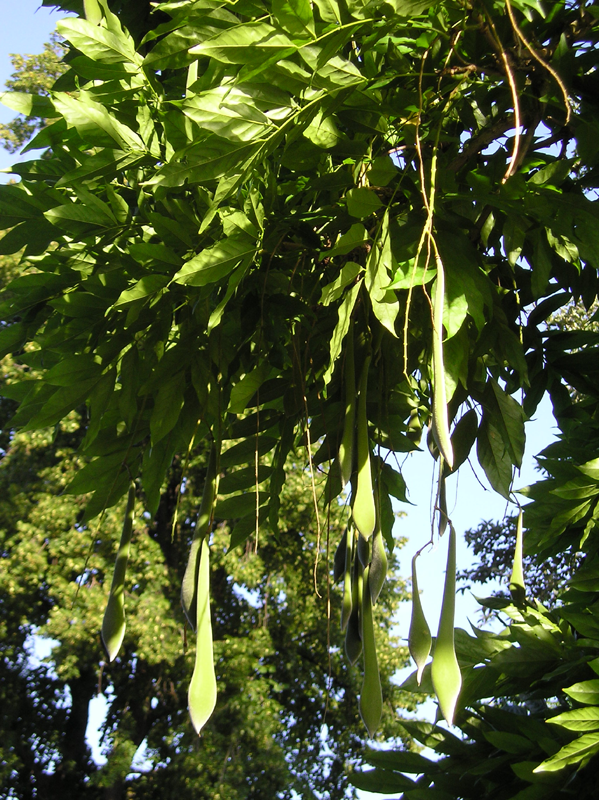
Noch unreife Früchte
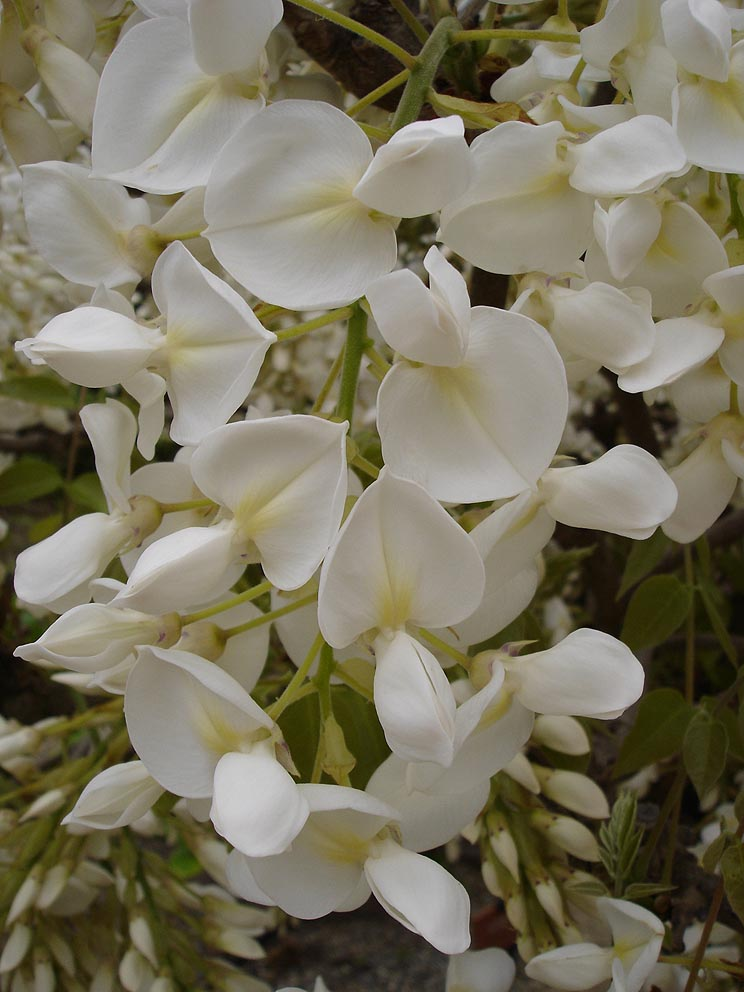
Weiß blühende Sorte: Wisteria sinensis ‚Alba‘